# 山村新治郎 (10代目)

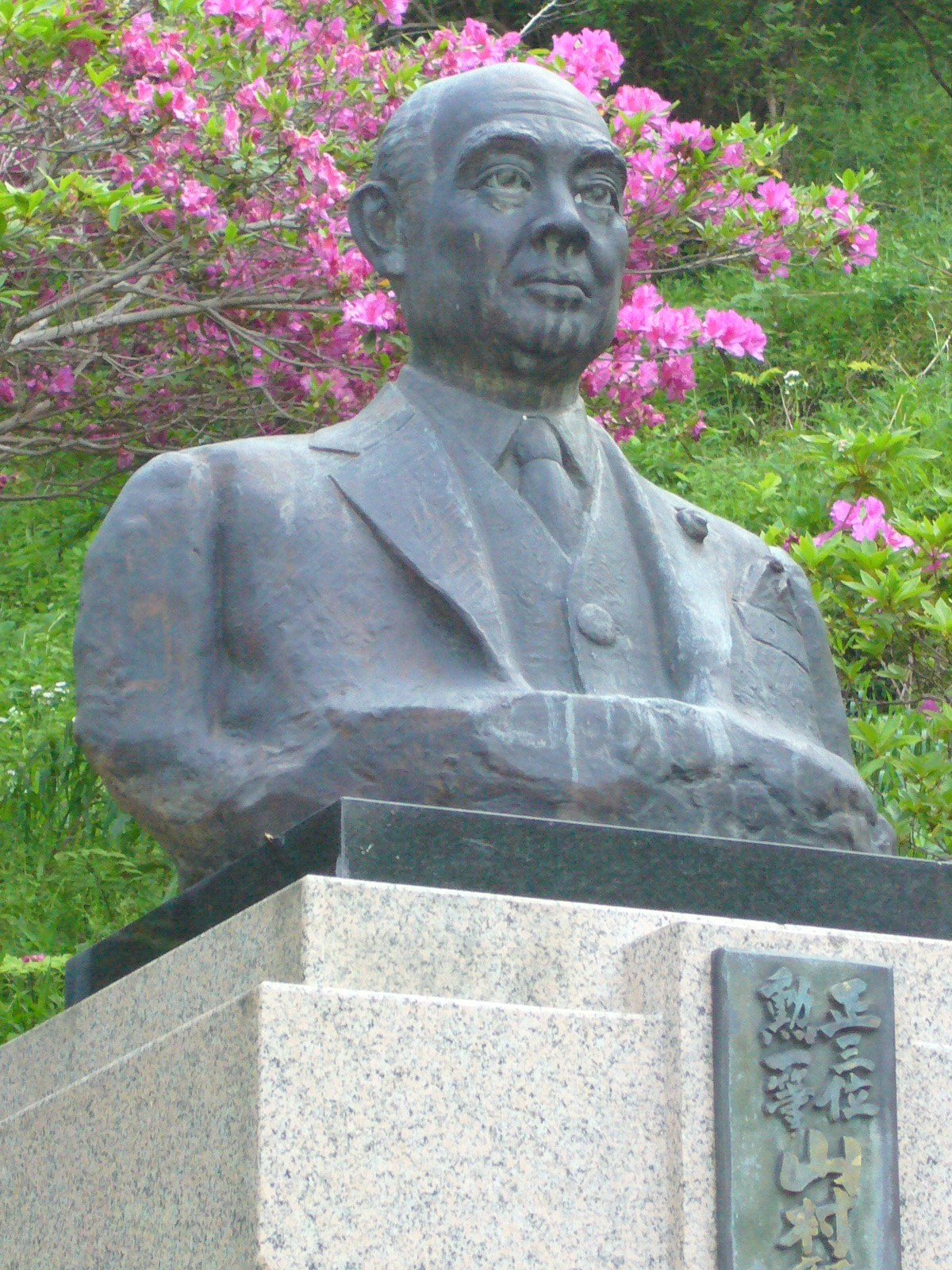
銅像

10代目山村 新治郎（やまむら しんじろう、明治41年（1908年）3月2日 - 昭和39年（1964年）10月2日）は、日本の政治家、実業家。元衆議院議員。予算委員長、議院運営委員長、自由民主党の国会対策委員長等の要職を歴任し、池田内閣において行政管理庁長官を務めた。他に佐原造船社長、山村産業社長、会長も務めた。
よど号ハイジャック事件で運輸政務次官として乗客の身代わりとなったことで知られる山村新治郎（11代目）（旧名直義）の父。

## 来歴・人物
千葉県佐原市（現香取市）出身。先代新治郎の長男。佐原中学卒業。肥料・米穀商を経営。
千葉県議を経て昭和21年（1946年）以来千葉県から衆議院議員当選9回。第2次池田第3次改造内閣、第3次池田内閣で行政管理庁長官を務めた。新東京国際空港建設にあたっては富里村への空港建設（運輸省が推進した当初案）を支援し、「北総の発展のためだ。（用地買収価格は）かならず反当り百万円をとってやる」と農民に説いて回った。昭和39年（1964年）10月2日、56歳で死去。
死後、正三位勲一等旭日大綬章を追贈。後継候補として息子の11代目山村新治郎が出馬し、当選を果たした。
趣味はスポーツ、読書。宗教は浄土宗。

## 家族

### 山村家
（千葉県佐原市（現香取市））
- 父・新治郎[3]
- 妻[3]
- 長男・直義[3]（のちの11代目新治郎、政治家）
昭和8年（1933年）4月 - 平成4年（1992年）4月
- 次男[3]
- 三男[3]
- 四男[3]
- 五男・章[3]